# جمعية الدواجن الأمريكية
جمعية الدواجن الأمريكية (APA) (بالإنجليزية: American Poultry Association) أقدم منظمة دواجن في أمريكا الشمالية، تأسست في 1873، وأدرجت في ولاية إنديانا في 1932.

## تاريخ
عقد أول عرض أمريكي للدواجن في 1849، وتشكلت الجمعية في وقت لاحق استجابة للحاجة المتزايدة لهيئة حكام تشرف على وضع معايير لسلالات الدواجن. بعد مرور سنة من تأسيسها نشرت الجمعية المعايير المثالية للدواجن، والتي تعد إلى يومنا هذا المعايير الأكثر استخداما لتقييم سلالات الدواجن.